# Liste des pièces de collection italiennes en euro
 (janvier 2018).
Une pièce de collection italienne en euro est une pièce de monnaie libellée en euro et émise par l'Italie mais qui n'est pas destinée à circuler.  Elle est principalement destinée aux collectionneurs.
Les pièces en euros de la République italienne et de l'État de la Cité du Vatican sont frappées à l'Istituto Poligrafico e Zecca dello Stato (IPZS) à Rome.

## Pièces de5 euroen argent
- 2003 - Dittico Europa dei Popoli
- 2004 - « 100e anniversaire de la première représentation de l'opéra Madame Butterfly » de Giacomo Puccini, « Coin of the Year (en) » en 2006 (décret du 21 janvier 2004)
- 2006 - Coupe de monde de Football 2006 en Allemagne

## Pièces de10 euroen argent
| Année | Représentation | Avers | Revers |
| ----- | --- | --- | --- |
| 2003  | Le conseil de l'Union européenne - La présidence italienne                                                                       | Carte de l'Italie avec une allégorie de l'Europe et la mention REPUBLICA ITALIANA. | Rameau d'olivier dans une étoile, avec les dates 1959, 1960, 1965, 1968, 1971, 1975, 1980, 1985, 1990, 1996, la légende CONSIGLIO UNIONE EUROPEA - PRESIDENZA ITALIANA, le millésime 2003 et la valeur faciale 10 EURO                      |
| 2003  | Dittico Europa dei popoli | Carte de l'Europe et la mention REPUBLICA ITALIANA. | Allégorie, le millésime 2003 et la valeur faciale 10 EURO |
| 2004  | Gênes, capitale européenne de la culture                                                                                         | Au premier plan, la représentation d'une sculpture de Giovanni Pisano, une rosace ébrasée de la façade de l'église de la cathédrale San Lorenzo, la représentation d'une voile, à gauche, un élément d'architecture du couvent chiostro di S. Andrea, avec deux parties d'un violon (Niccolò Paganini) et enfin, des éléments des anciennes fortifications du Parco delle Muraune. Autour, la légende REPUBLICA ITALIANA et dans le bas le nom du graveur Colaneri. | En premier plan, la Lanterna, symbole de la ville, phare haut de 117 mètres encore en fonction, la légende GENOVA CAPITALE EUROPEA DELLA CULTURA , l'initiale R, le millésime 2004 et la valeur faciale 10 EURO                             |
| 2004  | Giacomo Puccini à l'occasion du 80e anniversaire de la mort et du centième anniversaire de la représentation de Madame Butterfly | Au centre un portrait de Giacomo Puccini avec un chapeau, autour la légende REPUBLICA ITALIANA et en bas à droite, la signature du graveur L. DE SIMONI. | Au centre, la plume du compositeur avec un élément de la partition musicale, la signature de Giacomo Puccini. En haut, la valeur faciale 10 EURO, dans la partie inférieure les dates 1924 . 2004, le sceau R et la légende GIACOMO PUCCINI |
| 2005  | Le soixantième anniversaire de l'Organisation des Nations unies                                                                  | Drapeau de l'ONU et la mention REPUBLICA ITALIANA. | Colombe tenant un épi de maïs, la légende ONU 1945 - 2005 et la valeur faciale 10 EURO |

## Pièces de15 euroen argent
- 2003 - DITTICO EUROPA DEI POPOLI
- 2004 - Giacomo Puccini - La célébration du 100e anniversaire de la représentation de Madame Butterfly
- 2005 -  XX Jeux olympiques d'hiver de 2006 à Turin - Seconde émission : ski de fond et hockey sur glace.

## Pièces de20 euroen or
- 2004 - Série Europa delle arti consacrée à la Belgique : René Magritte
  - Sur l'avers, une représentation de l'Europe sous forme d'un bateau naviguant sous les douze étoiles de l'Union européenne, à gauche le millésime 2004, à droite les initiales IR et dans la partie inférieure, le nom du graveur Ettore Lorenzo Frapiccini.
  - Sur le revers, en premier plan au centre, une représentation de L'homme au chapeau melon, œuvre de René Magritte, avec le nom R. MAGRITTE juste à la base du dessin. Autour, la légende EUROPA DELLE ARTI. Au centre, en bas, la valeur faciale 20 EURO, avec l'initiale R et le nom du graveur C. MOMONI[4].

- 2005 - Série Europa delle arti consacrée à la Finlande : Alvar Aalto
  - Sur l'avers, une représentation de l'Europe sous forme d'un bateau naviguant sous les douze étoiles de l'Union européenne, à gauche le millésime 2005, à droite les initiales IR et dans la partie inférieure, le nom du graveur Ettore Lorenzo Frapiccini.
  - Sur le revers, en premier plan au centre, une représentation d'une œuvre architecturale de Alvar Aalto. Autour, la légende EUROPA DELLE ARTI. Au centre, en bas, la valeur faciale 20 EURO, avec l'initiale R[5].

- 2005 -  XX Jeux olympiques d'hiver de 2006 à Turin - Première émission : Porte Palatine de Turin
- 2005 -  XX Jeux olympiques d'hiver de 2006 à Turin - Seconde émission : Palazzo Madama de Turin
- 2006 - L'Europe des arts - L'Allemagne : Erich Mendelsohn[6].

## Pièces de50 euroen or
- 2003 - Série Europa delle arti consacrée à l'Autriche
  - Sur l'avers, une représentation de l'Europe sous forme d'un bateau naviguant sous les douze étoiles de l'Union européenne, à gauche le millésime 2003, à droite les initiales IR et dans la partie inférieure, le nom du graveur Ettore Lorenzo Frapiccini.
  - Sur le revers, la représentation d'une sculpture, la légende EUROPA DELLE ARTI et la valeur faciale 50 EURO

- 2004 - Série Europa delle arti consacrée au Danemark
  - Sur l'avers, une représentation de l'Europe sous forme d'un bateau naviguant sous les douze étoiles de l'Union européenne, à gauche le millésime 2004, à droite les initiales IR et dans la partie inférieure, le nom du graveur Ettore Lorenzo Frapiccini.
  - Sur le revers, au centre, en premier plan, la représentation de La Nuit (Die Nacht) œuvre de l'artiste danois Albert Bertel Thorvaldsen insérée dans un graphique circulaire. À l'extérieur, la légende EUROPA DELLE ARTI. Dans la partie inférieure, le nom de l'artiste B. THORVALDSEN, la lettre R, la valeur faciale 50 EURO et le nom du graveur Claudia Momoni[7].

- 2005 - Série Europa delle arti consacrée à la France
  - Sur l'avers, une représentation de l'Europe sous forme d'un bateau naviguant sous les douze étoiles de l'Union européenne, à gauche le millésime 2005, à droite les initiales IR et dans la partie inférieure, le nom du graveur Ettore Lorenzo Frapiccini.
  - Sur le revers, la représentation d'une danseuse d'Edgar Degas, la légende EUROPA DELLE ARTI et la valeur faciale 50 EURO
  - graveur : Ettore Lorenzo Frapiccini
  - Tirage autorisé : 5 000 pièces
  - Émission selon le décret ministériel du 18 février 2005, no 15485, publié dans la Gazzetta Ufficiale n. 67 du 22 mars 2005.

- 2006 - Série Europa delle arti consacrée à la Grèce
  - Sur l'avers, une représentation de l'Europe sous forme d'un bateau naviguant sous les douze étoiles de l'Union européenne, à gauche le millésime 2006, à droite les initiales IR et dans la partie inférieure, le nom du graveur Ettore Lorenzo Frapiccini.
  - Sur le revers, al centro decorazione marmorea del bassorilievo con cavalieri, tratta  dal  fregio  del artenone ad Atene; in tondo la legenda  «europa  delle  arti»;  in basso a sinistra «r», a destra il nome dell'autore dell'opera «fidia», al centro su due righe il valore «50 euro».
  - voir Gazzetta Ufficiale no 26 del 01-02-2006